# Streblosa urticina
Streblosa urticina är en måreväxtart som beskrevs av Otto Stapf. Streblosa urticina ingår i släktet Streblosa och familjen måreväxter. Inga underarter finns listade i Catalogue of Life.